# Final Fantasy VII: Last Order
Final Fantasy VII: Last Order е японски филм (OVA), допълнение към Final Fantasy VII: Advent Children, както и историята на японската ролева игра Final Fantasy. Анимацията е творение на студио Мадхаус и е издадена в ограничен тираж за Япония, както и в САЩ като специално колекционерско издание на Advent Children.